# Dreieichen
Dreieichen ist ein Wohnplatz der Stadt Buckow im Landkreis Märkisch-Oderland im Land Brandenburg.

## Geografische Lage
Der Wohnplatz liegt rund 2,8 km östlich und damit am äußersten Rand der Gemarkung von Buckow. Er ist vollständig vom Wald umgeben. Westlich grenzt in nur rund 260 m der Wohnplatz Alte Mühle der Stadt Müncheberg an.

## Geschichte
Die Gemarkung wurde im 16. Jahrhundert als Strauch bezeichnet und war zu dieser Zeit bereits im Besitz der Stadt. Deren Bürger waren berechtigt, dort Holz zu schlagen. Im Jahr 1816 kam die Fläche an das Land Lebus. Zu dieser Zeit errichteten 16 Einwohner im Jahr 1823 auf einer Fläche von drei Morgen ein Familien-, Jäger- und Gasthaus. Im Jahr 1864 stand dort ein Gasthofsetablissement mit einem Wohngebäude, in dem nur noch zehn Personen lebten. Drei Jahre später erschien erstmals die Bezeichnung Drei Eichen in einer Statistik der Ortschaften. Die Anzahl der Einwohner sank weiter: von acht Personen im Jahr 1871 auf nur noch eine Person im Jahr 1885. Zehn Jahre später lebten in einem Wohnhaus wieder drei Personen; 1905 waren es vier. Im Jahr 1925 wurde von drei Bewohnern berichtet; 1927 von einem Jagdhaus, das von den Buckower Adeligen genutzt wurde. Es entstanden ein Gutsbesitz mit Wohn-, Gäste- und Försterhaus sowie eine Bäckerei, einer Wäscherei und Stallungen – allesamt vermutlich im Besitz der Herren von Flemming mit einer Gesamtgröße von rund 167 Hektar. Ein Jahr später erfolgte die Vereinigung mit der Stadt Buckow und wurde dort von 1931 an als Wohnplatz geführt. In den 1920er Jahren erwarb der Berliner Kommerzienrat Carl Harter das Gut und nutzte es fortan als Sommersitz. In dieser Zeit kam auch ein kleiner Weiher (Pfuhl) hinter dem Grundstück zu seinem Namen: nach einer Köchin Liebich benannte er das zuvor namenlose Gewässer in Liebichpfuhl.
Der letzte Besitzer von Dreieichen, Carl Harter, verstarb am 29. Januar 1944. Das Gut wurde im Zweiten Weltkrieg zum Teil zerstört, Einrichtungsgegenstände gingen verloren. Auf Befehl des SMAD wurde die Familie enteignet und die Neubauern Wilhelm zu Dohna und seine Frau Elfriede, siedelten auf dem Gut. Da es ihnen auf Grund der geringen Güteklasse des Bodens nicht gelang, die geforderten Abgaben zu erwirtschaften, wollten sie in Dreieichen eine Pension einrichten. Dies wurde jedoch von den Behörden abgelehnt. Ab dem Jahr 1953 nutzte das Forstamt das Gelände zu Ausbildungszwecken. Hierzu wurde das Garagengebäude im Jahr 1956 zu einem Schulungsraum umgebaut. Zusätzlich entstand in den 1950er Jahren die Touristenstation Dolores Ibárruri. Ab 1967/1968 nutzte der Politiker Werner Lorenz ein Gebäude als Feriensitz. Rund ein Jahr später wurde die Touristenstation in Wilhelm Pieck umbenannt.

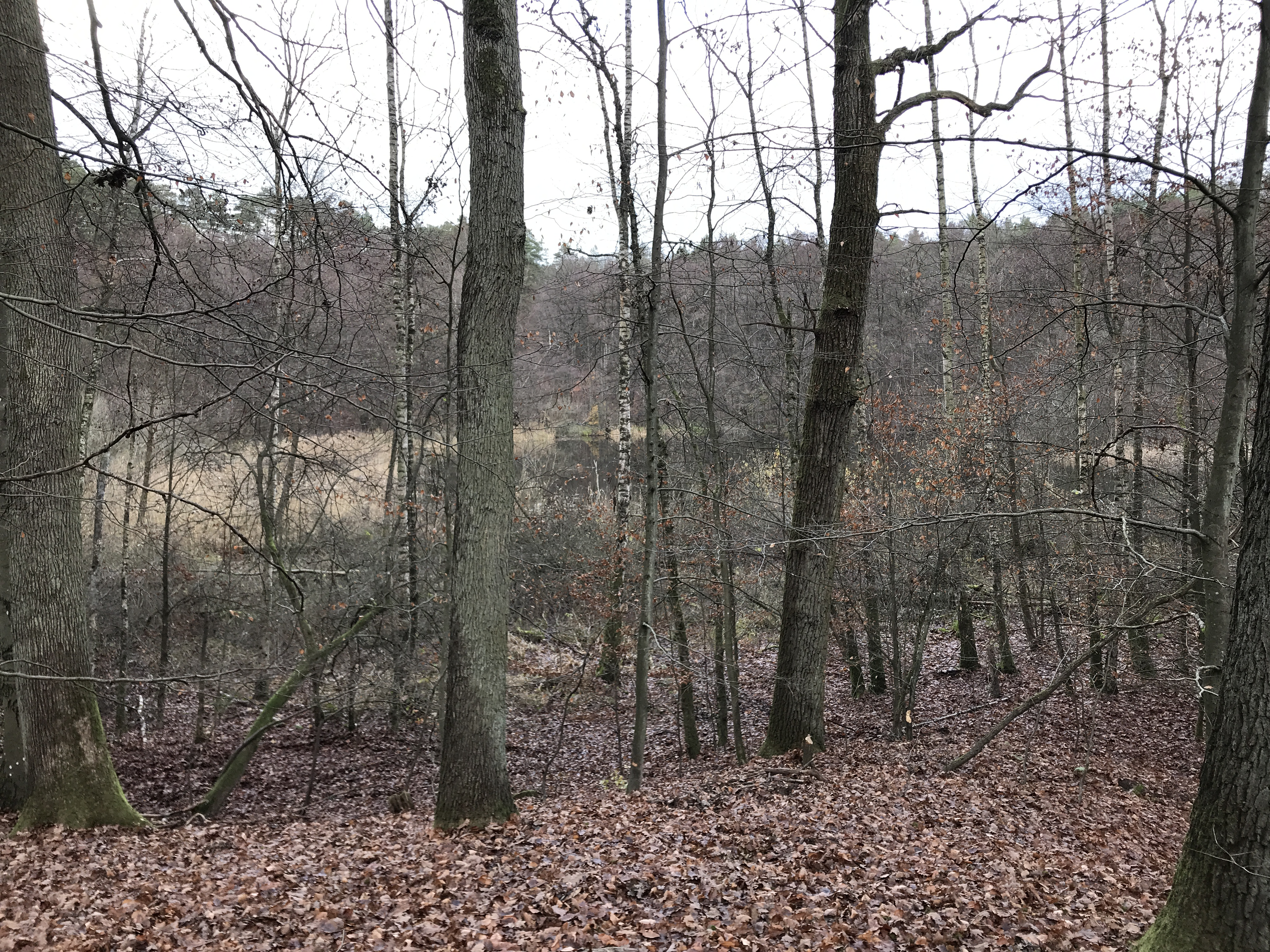
Liebichpfuhl

Nach der Wende wurde die Touristenstation abgewickelt und schloss am 31. Mai 1991. Anschließend übernahm der Verein Naturschutzpark Märkische Schweiz die Gebäude und betreibt seit dieser Zeit dort ein Besucherzentrum für Natur- und Umwelterziehung.